# Марфина могила
Марфина могила — геологічна пам'ятка природи місцевого значення на правому березі Сіверського Дінця за 200 м на північ від смт Тошківка Алчевського району Луганської області України. Площа — 1,0 га. Координати на мапі Гугл

## Стратиграфія
Ділянка кар'єру репрезентує стратотипове відслонення палеогенових пород марфинського горизонту з виходами берекської і харківської світ. У північно-східній стінці цього кар'єру на відмітці 192 м залягають світлі піски з коржами різнозернистого озалізненого пісковику, що містить значну кількість гравію і гальки, кварцу і кремнію. Ці утворення складають марфинську терасу й виділені вперше П. І. Луцьким. Ці породи залягають на кварцових пісках берекської світи завтовшки 8 м (слабоглауконітові, дрібно- і середньозернисті з яскраво вираженою шаруватістю і глинистими прошарками). Вони в свою чергу підстилаються кварцово-глауконітовими пісками харківської світи завтовшки 6 м (кварцово-глауконітові, зеленувато-сірі, середньозернисті, глинисті). Ці піски залягають на опоковидних, тонкоглауконітових алевролітах обухівської світи. Розріз дає можливість прослідкувати літологію й умови залягання марфинського горизонту.

## Охорона
Пам'ятку створено рішенням виконкому Луганської обласної Ради народних депутатів № 72 від 4 лютого 1969 року, рішенням виконкому Ворошиловградської обласної ради народних депутатів № 247 від 28 червня 1984 року. Має велике науково-пізнавальне значення. Потребує нагляду.

## Світлини

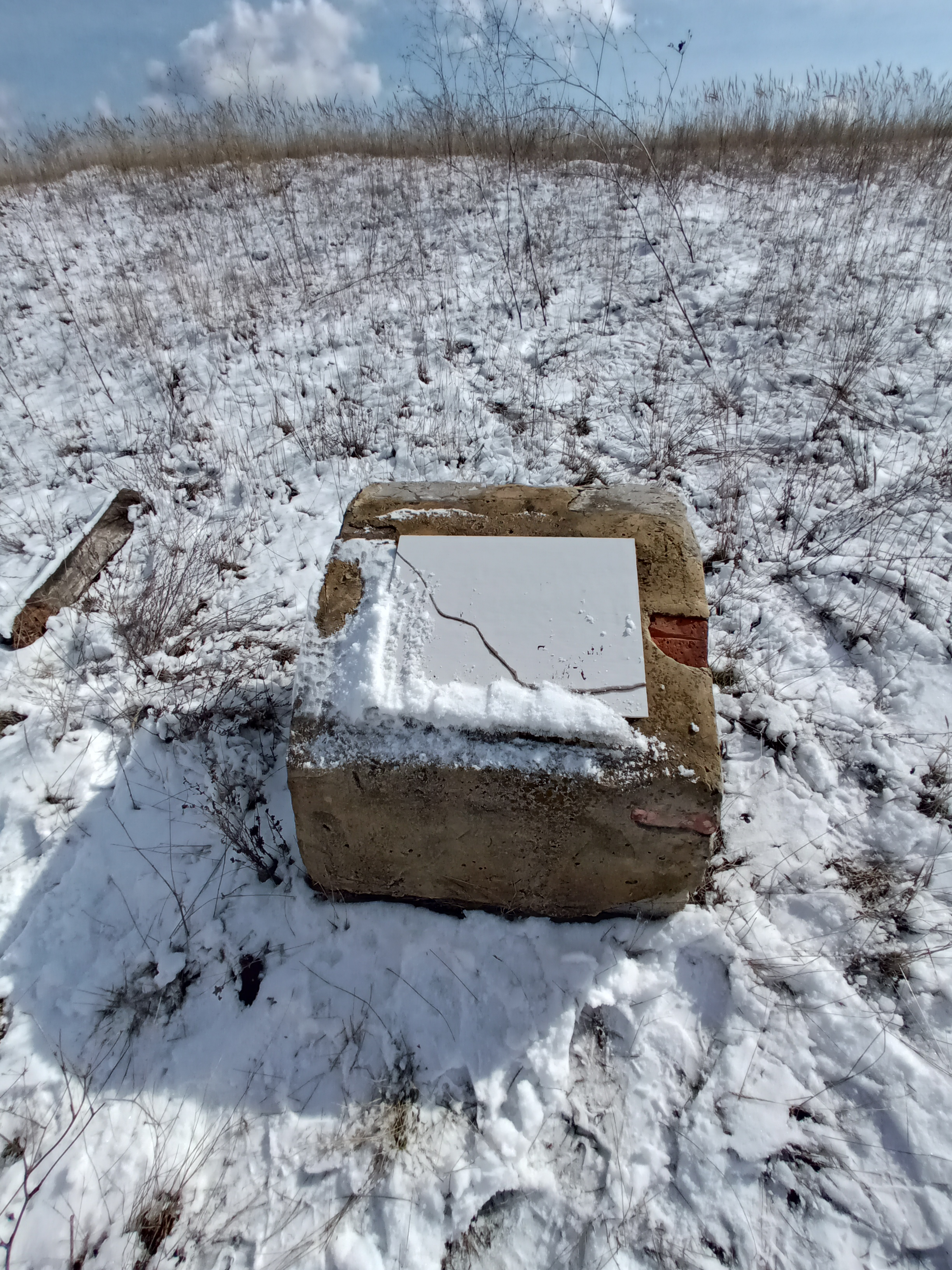
вказівник
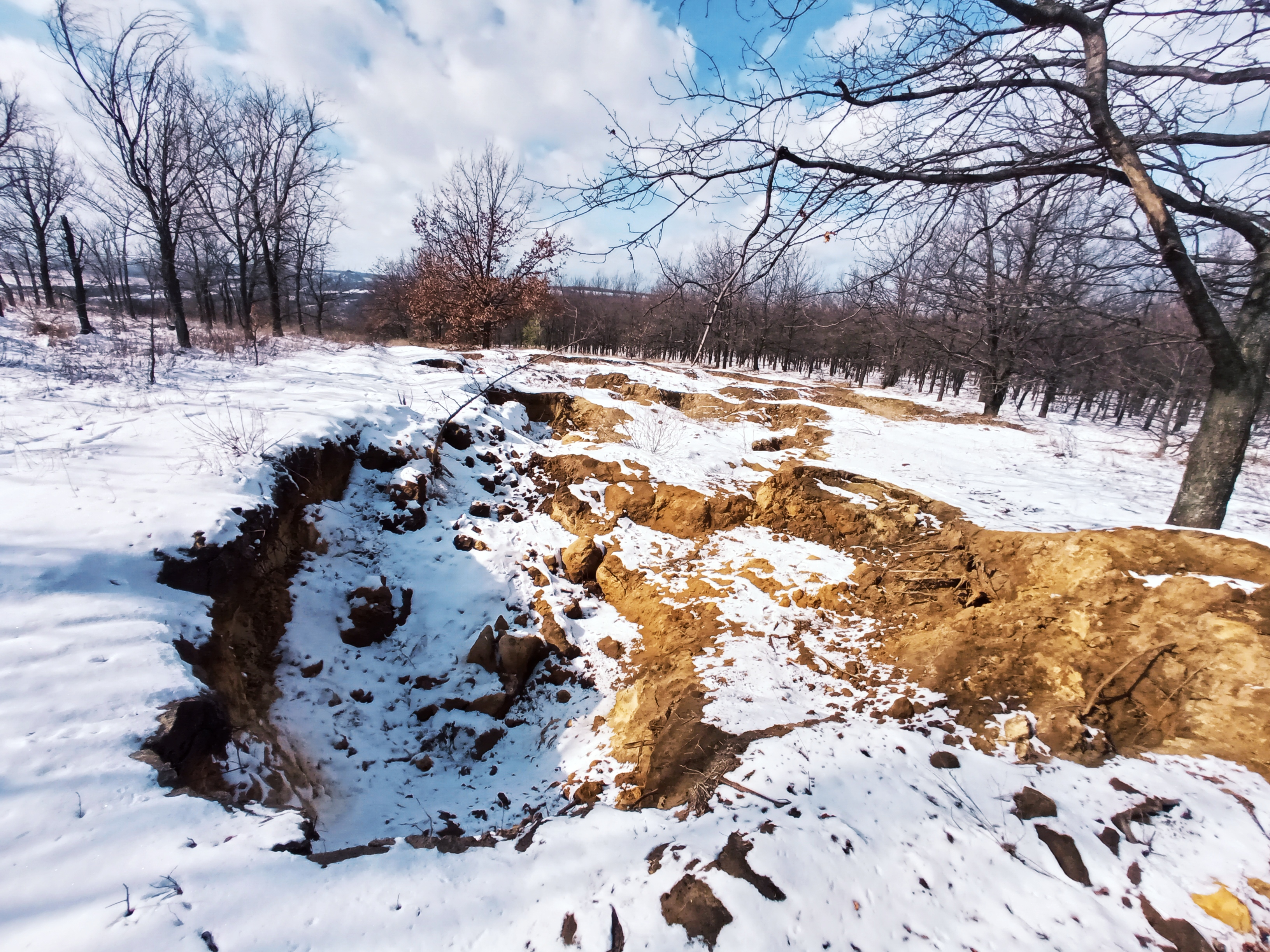
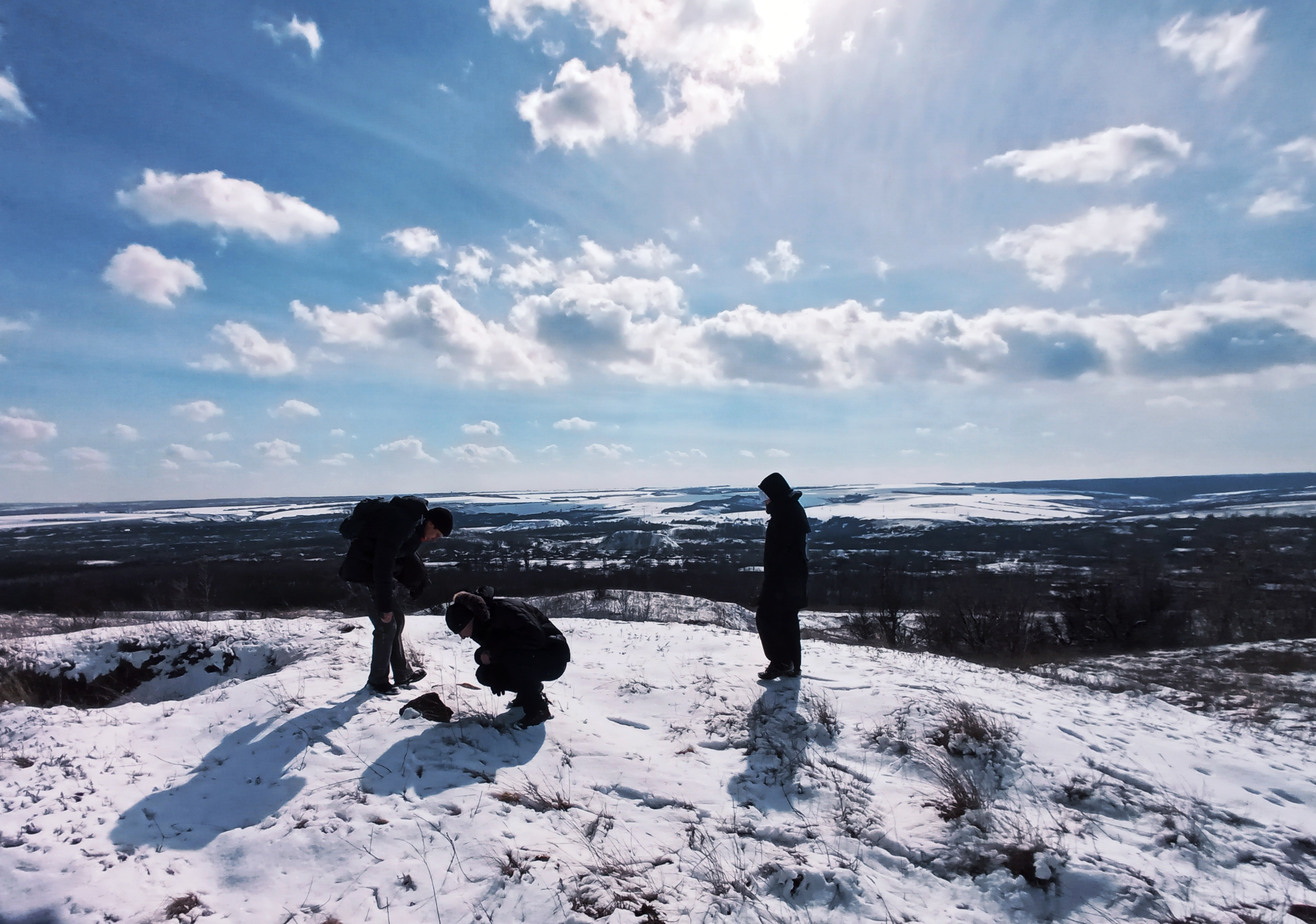
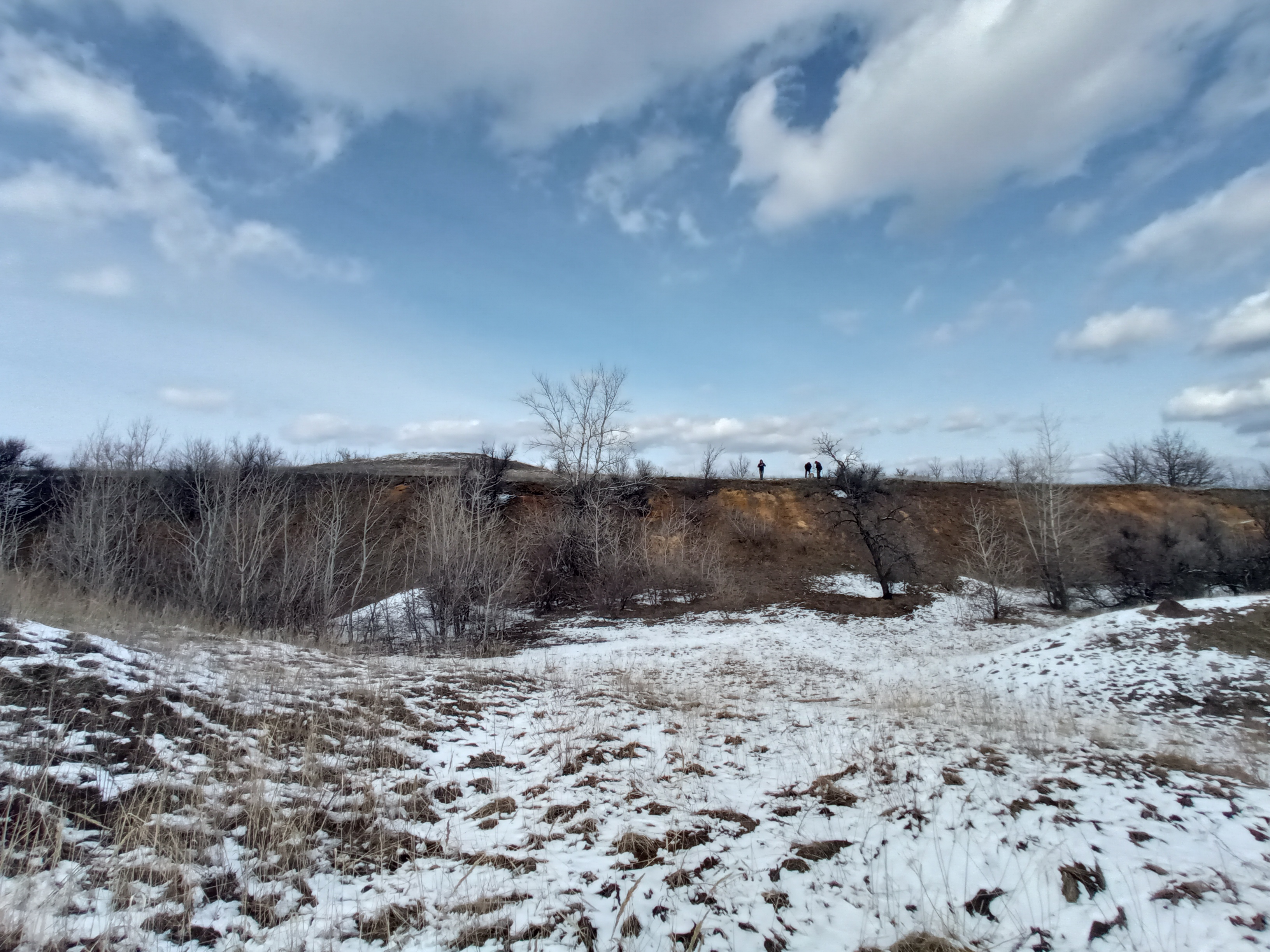
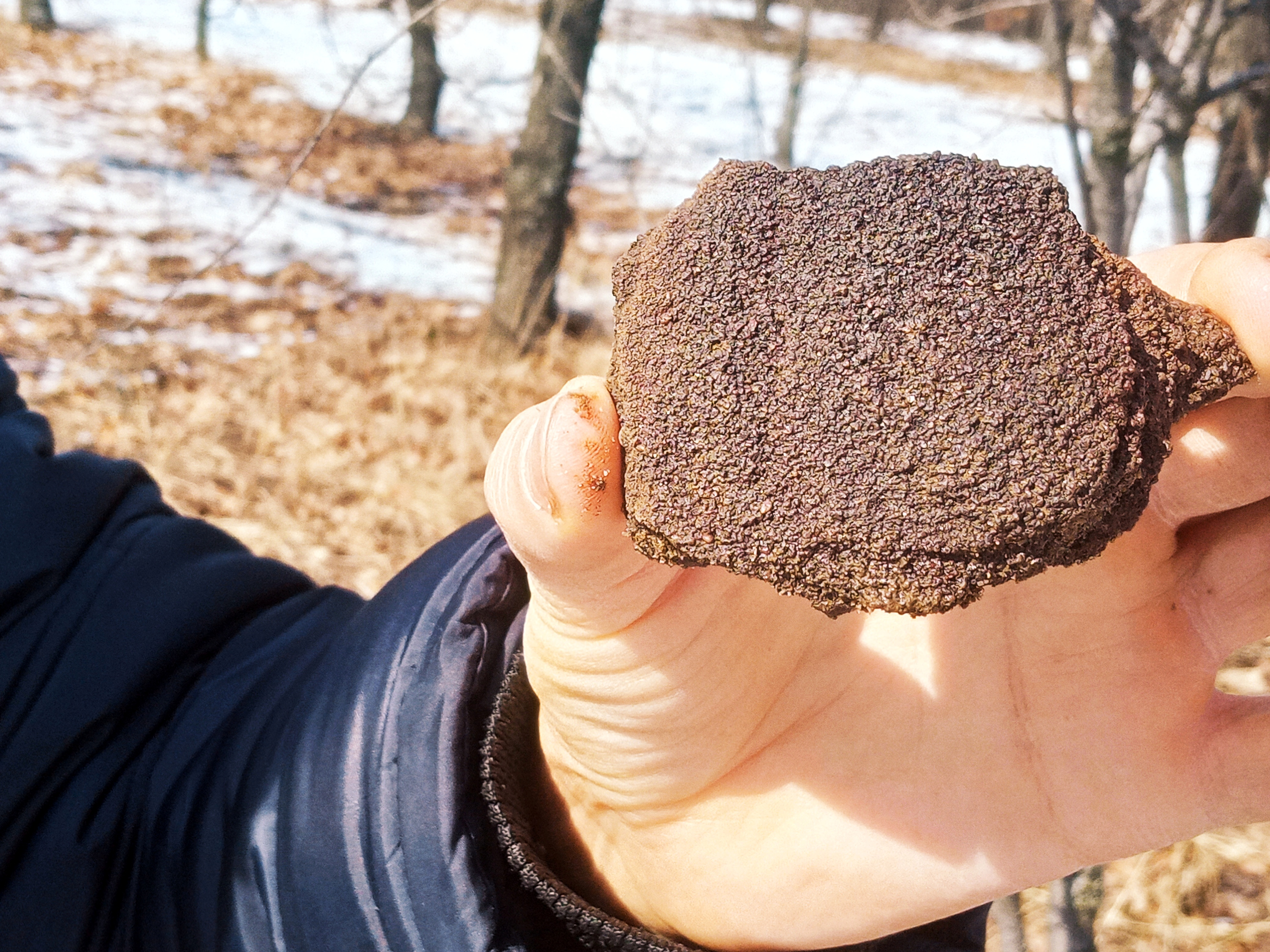
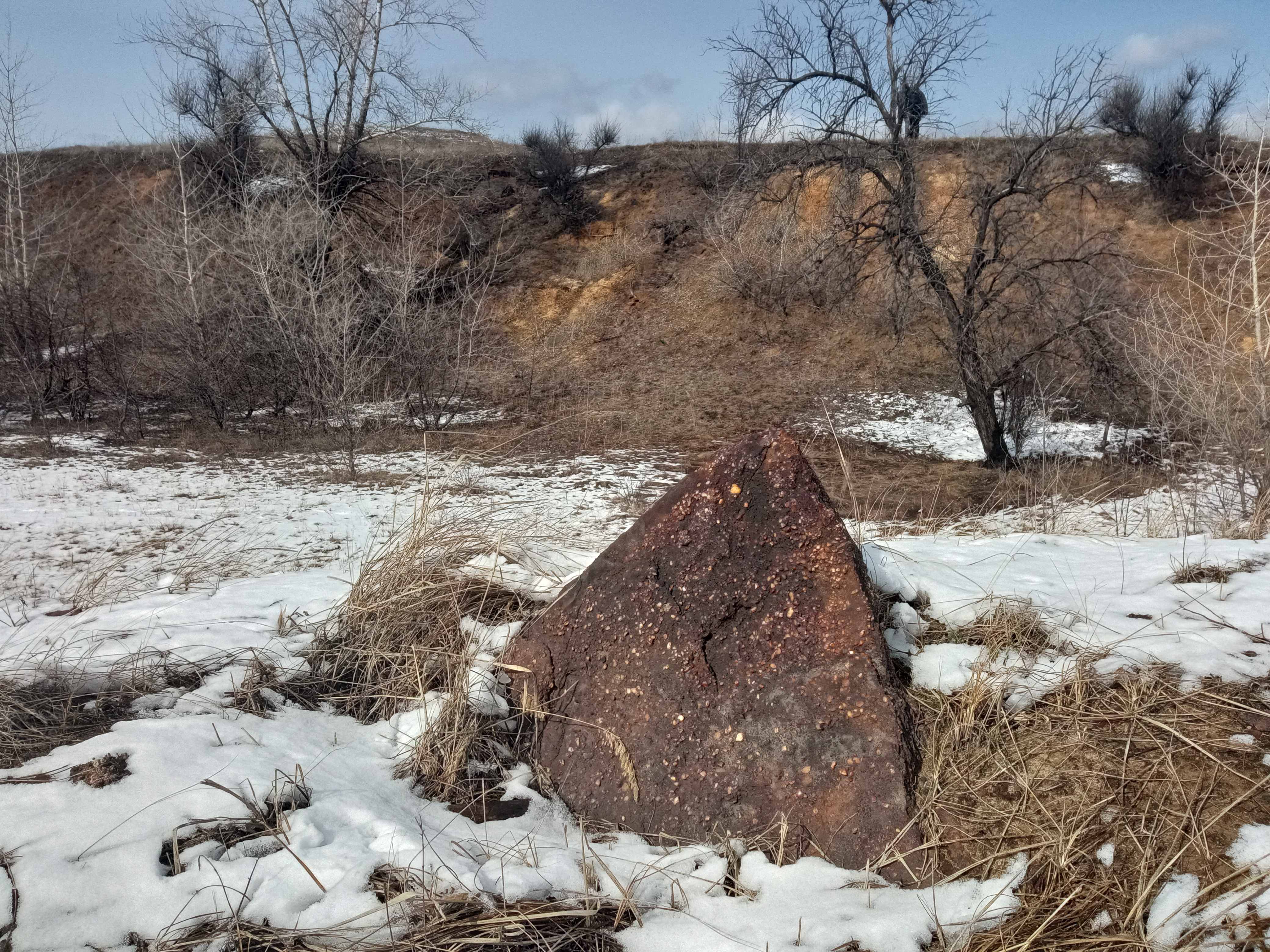
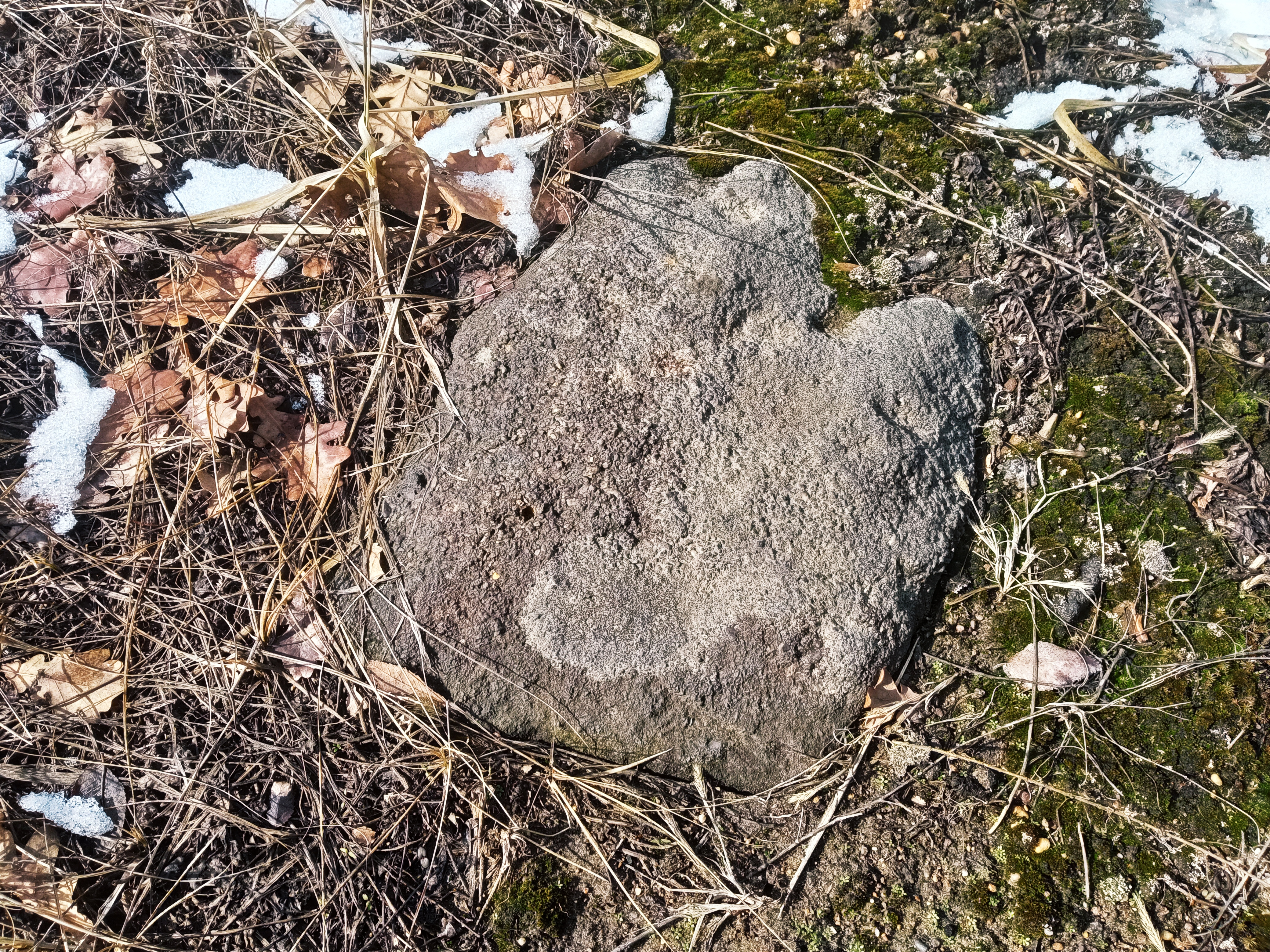
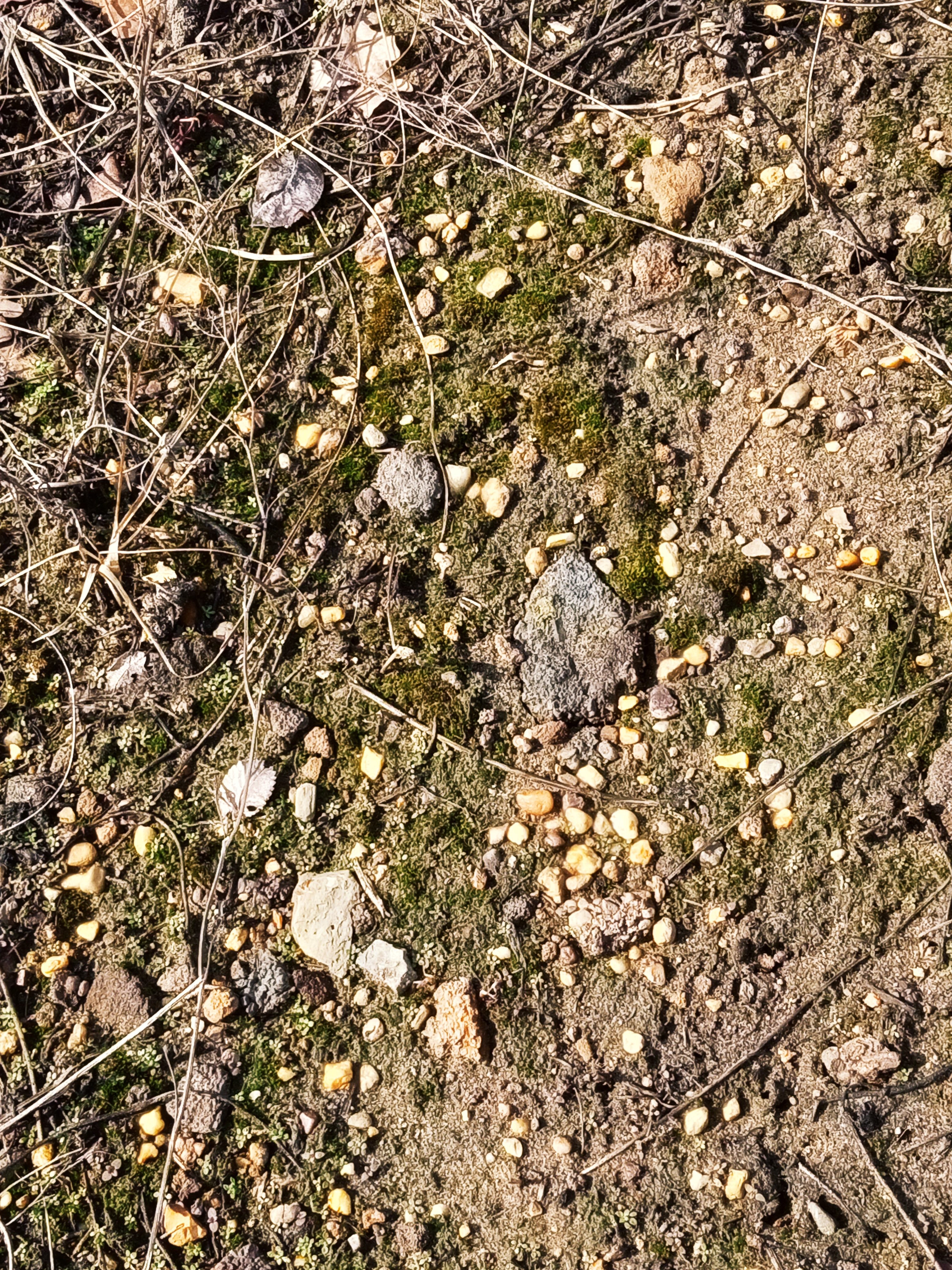
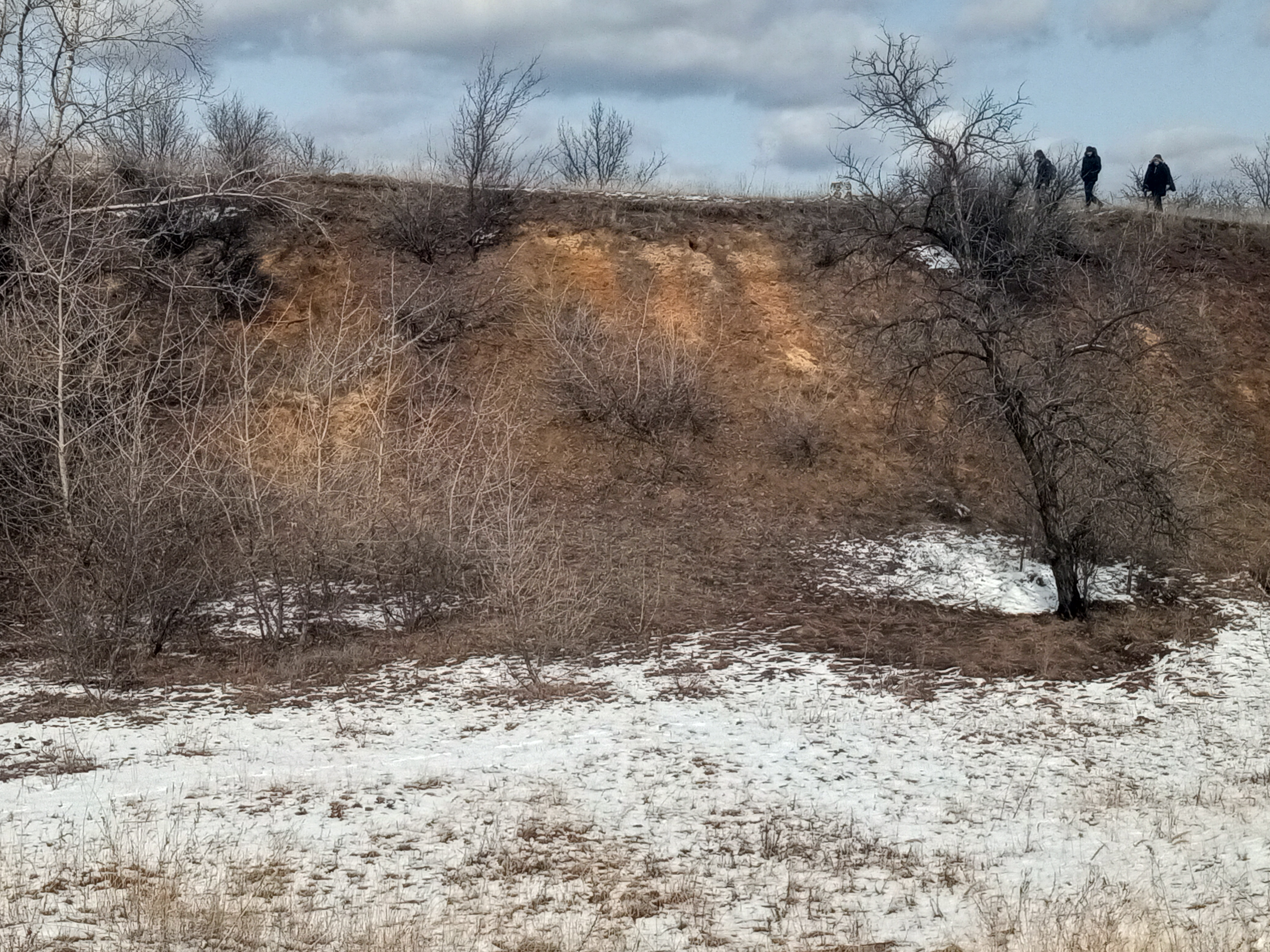